# Scherpe schelpzwam
De scherpe schelpzwam (Panellus stipticus) is een paddenstoel uit de familie Mycenaceae.

## Habitat
De scherpe schelpzwam is een algemeen voorkomende paddenstoel en groeit op dode stronken, stammen en takken van loofbomen.
Vooral eik in loof- en gemengde bossen op vochtige tot droge, voedselarme tot voedselrijke bodems.

## Eigenschappen
Deze schelpvormige kleine zwam, groeit in groepen en is goed herkenbaar door de okerkleur en de wat klei-achtige structuur van de hoedhuid. 
Aan de onderzijde valt met name de overgang van de lamellen naar het stompe, vrij brede steeltje op.

### Hoed
De hoed is waaier- tot niervormig, zijdelings gesteeld, diameter 2 tot 4 cm, fijnschubbig, mat en bleek okerbruin tot kaneelkleurig.

### Steel
De steel is 5-20 × 2-5 mm en bleek okerbruin. Vlees wittig tot crème. 

### Lamellen en sporen
De lamellen zijn kleverig en bleek kaneelkleurig.